# Schloss Hülchrath

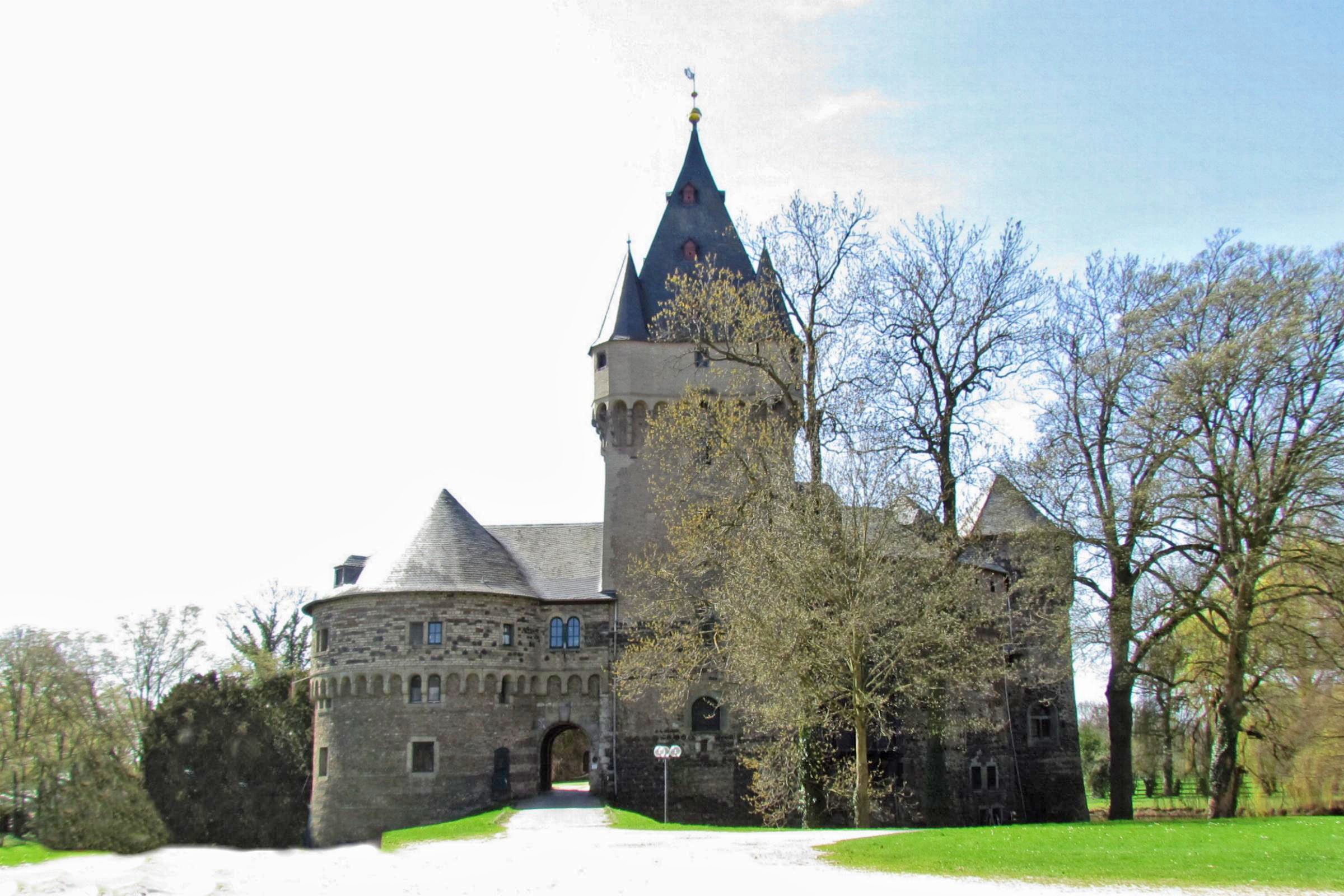
Schloss Hülchrath, Ansicht des Hochschlosses von Nordosten

Schloss Hülchrath ist eine ehemalige kurkölnische Landesburg im Grevenbroicher Ortsteil Hülchrath im Rhein-Kreis Neuss. Das am Gillbach gelegene Wasserschloss geht auf eine Burg des 12. Jahrhunderts zurück und hat einen großen Teil seiner mittelalterlichen Bausubstanz bewahrt.
Die Geschichte der Anlage verdeutlicht sehr gut die typische Entwicklung eines Adelssitzes im Rheinland: Durch kontinuierliches Wachstum veränderte sich eine hölzerne Motte über eine zweiteilige Wasserburg in der Renaissance zu einer Schlossanlage, die nach Zerstörung im 17. Jahrhundert am Anfang des 20. Jahrhunderts im Stil der Neugotik wiederaufgebaut wurde. Im Mittelalter war die Hülchrather Anlage eine der bedeutendsten Landesburgen des Kölner Territoriums.
Die Schlossanlage befindet sich heute in Privateigentum und wird teilweise zu Wohnzwecken genutzt. Eine Innenbesichtigung ist nicht möglich. Das Grundstück ist zudem nur mit Genehmigung des Eigentümers zugänglich. Das Schloss diente als Drehort für den Märchenfilm Das Wasser des Lebens (2017) sowie den Tatort Es lebe der König! aus dem Jahr 2020.
Schloss und Ort Hülchrath stehen als Denkmalbereich unter Denkmalschutz. Zusätzlich ist das Schloss seit dem 27. März 1985 als Baudenkmal geschützt.

## Geschichte

### Die Anfänge
Wann genau die erste Burg Hülchrath in der sumpfigen Niederung des Gillbachs, eines Nebenflusses der Erft, entstand, ist bis heute nicht klar. Sie war vermutlich der Sitz der Grafen des Gillgaus, die vom Landesherrn, dem Kölner Erzbischof, als Provinzgrafen eingesetzt waren und für diesen den Gau verwalteten. Ab 1122 nahmen diese Aufgabe die Grafen von Saffenberg wahr, die wohl durch die Heirat Adolfs von Saffenberg mit Margaretha von Schwarzenburg, der Nichte des Erzbischofs Friedrich I. von Schwarzenburg, an das Amt gekommen waren. Bereits 1120 fand Hülchrath als Holkerode in einer Urkunde erstmals namentlich Erwähnung und wurde dort als castellum vetustissimum et munitissimum (deutsch sehr alte und stark befestigte Burg) beschrieben. Die Anlage stand nahe einer alten Römerstraße, die vom einstigen Römerlager in Grimlinghausen bei Neuss bis nach Kaster führte. Schon früh dürfte sich um die Burg eine Siedlung gebildet haben, die 1321 als oppidum bezeichnet wurde. Als Adolfs Sohn Hermann um 1175 starb, kam Hülchrath an die Grafen von Sayn, denn Hermanns Tochter Agnes hatte 1173 Heinrich II. von Sayn geheiratet. 1202 wurde der Sohn des Paares, Heinrich III., Herr über Hülchrath. Unter ihm ging die kölnische Oberhoheit über die Burg anscheinend vorübergehend verloren, denn in einer Urkunde aus dem Jahr 1206 wurde sie als sein Allod bezeichnet. Zu seiner Zeit als Burgherr erfolgte wahrscheinlich auch der erste größere Ausbau der Anlage, indem diese mit einer polygonalen Ringmauer mit Flankierungstürmen umgeben wurde.
Als Heinrich III. 1247 ohne Nachkommen starb (seine Tochter war vor ihm verstorben), kam Hülchrath an seinen Neffen Simon von Sponheim, der es 1248 gegen andere Gebiete mit seinem Bruder Heinrich, Herr von Heinsberg, tauschte. Dieser verpfändete Burg und Herrschaft zeitweilig an Wilhelm IV., den Grafen von Jülich, löste es später wieder ein, denn als Heinrichs Tochter Adelheid (auch Aleidis) am 22. September 1255 Dietrich, den späteren Grafen von Kleve, heiratete, kam die Burganlage als Mitgift an die Klever Grafen. Nach dem Tod Dietrichs V. kam Hülchrath an seinen Sohn Dietrich Luf II., der sich ab 1296 Graf von Hülchrath nannte. 1298 verkaufte er die Grafschaft samt Burg an seinen Bruder Dietrich VI. von Kleve und erhielt sie als Afterlehen wieder zurück. 1305 folgte ihm als Besitzer von Hülchrath sein gleichnamiger Sohn aus der Ehe mit Elisabeth von Virneburg. Acht Jahre später musste dieser dem Kölner Erzbischof ein Vorkaufsrecht an der Burg einräumen, das Heinrich II. von Virneburg am 12. Juni 1314 in Anspruch nahm. Für 30.000 Kölner Mark wechselten Burg und Grafschaft an das Kölner Domkapitel. Allerdings waren nur 15.000 Mark zu zahlen, weil viele der zu Hülchrath gehörenden Ländereien verpfändet waren. Dietrich Luf III. sollte die Grafschaft bis zur vollständigen Bezahlung behalten. Dies war, nach vielen Verzögerungen Ende 1331 der Fall, aber schon 1323 wurde Hülchrath zu einem kurkölnischen Amt.

### Kurkölnische Landesburg
Kurköln ließ die Hülchrather Wehranlage im 14. und 15. Jahrhundert stark ausbauen. Sie zählte danach zu den wuchtigsten Burgen im Rheinland und war ein auf Machtdemonstration und zugleich Repräsentation ausgelegtes Bauwerk. Als Landesburg erfüllte Hülchrath die gleichen Funktionen wie die kurkölnischen Anlagen in Linn, Zülpich, Lechenich, Kempen, Uda und Zons. Besondere Bedeutung kam ihr dabei als strategisch wichtiger Stützpunkt gegen den größten territorialen Widersacher Kurkölns in diesem Gebiet, das Herzogtum Jülich, zu, denn das benachbarte Grevenbroich gehörte seit 1307 zu den jülichschen Besitzungen. 1499 belagerten Truppen des Jülicher Herzogs die Burg, konnten sie aber nicht einnehmen. Auch die Siedlung kam dabei unversehrt davon, gegenteilige Meldungen resultieren aus einer falschen Lesart der Kölnischen Chronik Johann Koelhoffs des Jüngeren.

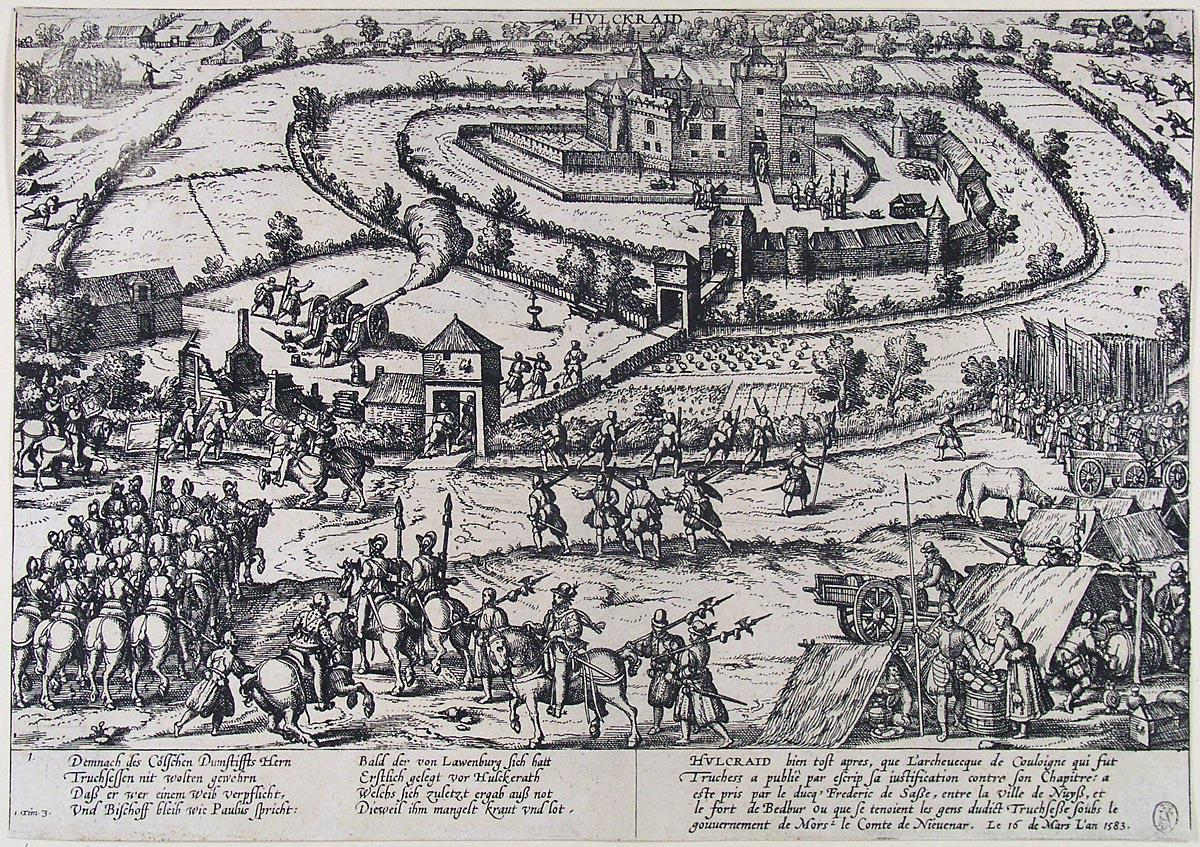
Die Belagerung Hülchraths im Truchsessischen Krieg, Stich von Frans Hogenberg

Im Truchsessischen Krieg flüchtete sich Gebhard Truchsess von Waldburg mit seiner Frau Agnes von Mansfeld-Eisleben hinter die schützenden Mauern der Hülchrather Burg, woraufhin kaiserlichen Truppen sie unter der Führung des Chorbischofs Friedrich von Sachsen-Lauenburg belagerten, ihre Wassergräben trocken legten und sie mit Kanonen beschossen. Nach dreizehntägiger Kanonade gab die Schlossbesatzung schließlich auf und übergab die Anlage am 16. März 1583 den Belagerern. Gebhard Truchsess von Waldburg und seine Frau sollen zuvor durch einen Geheimgang entkommen sein. Der Ort Hülchrath war danach zerstört, die Burg stark beschädigt. Noch im selben Jahr ging man daran, die Beschädigungen zu beseitigen, wobei Steine des zuvor geschleiften Oberklosters bei Neuss verwendet wurden. Nachdem das Domkapitel die derweil zu einem Schloss umgebaute Anlage 1605 an das Erzstift Köln abgetreten hatte, begann der damalige Koadjutor und spätere Kurfürst Ferdinand von Bayern 1608 damit, Hülchrath neu zu befestigen. Der zerstörte Ort wurde neu gegründet und planmäßig im Nordosten des Schlosses angelegt. Zuvor hatte er im Südosten der Anlage gelegen. Anschließend wurde die Ortschaft mit der Vorburg und dem Hochschloss zu einem geschlossenen Befestigungssystem mit Bastionen, Wällen und Gräben vereinigt. Sie übernahm dabei die Funktion einer zweiten Vorburg. Die Arbeiten dazu dauerten bis 1612.

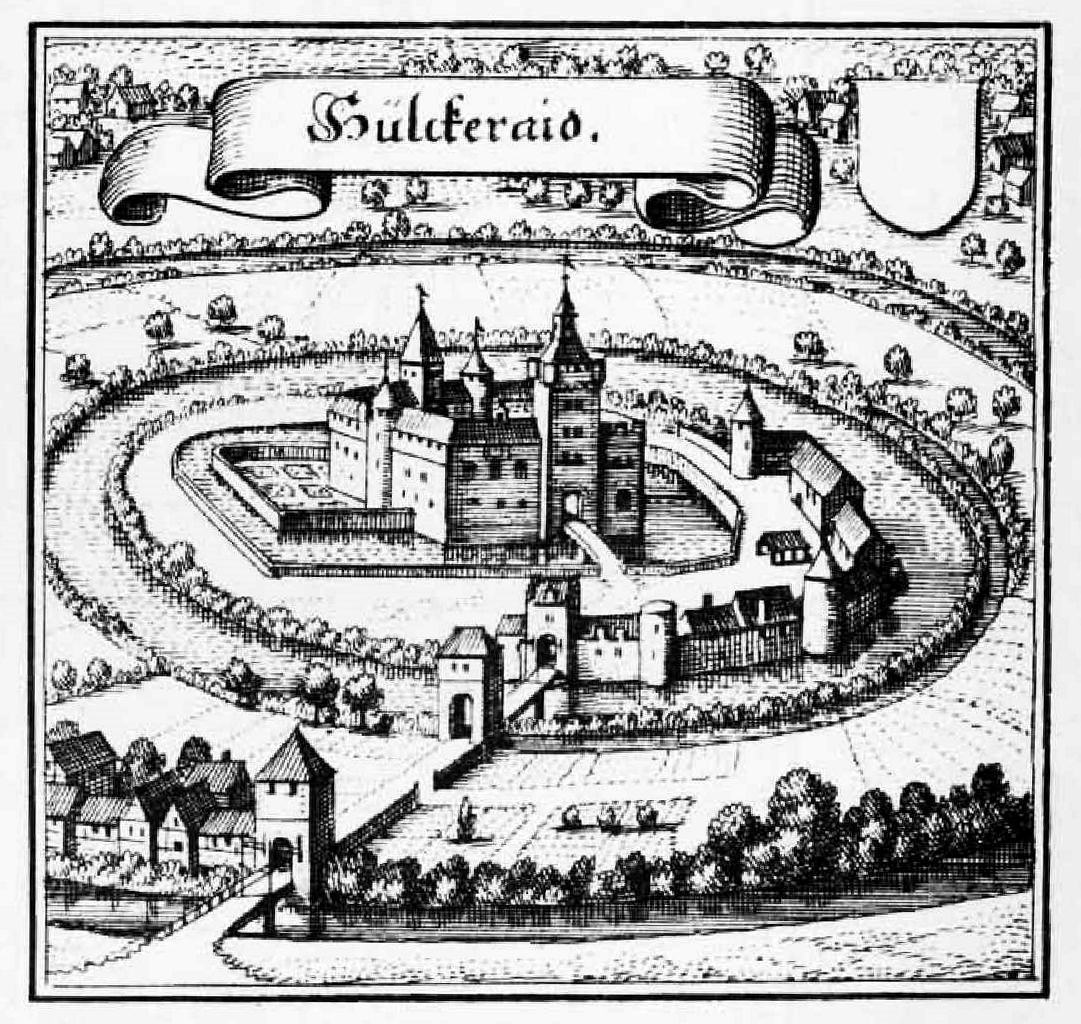
Abbildung von Schloss Hülchrath in Matthäus Merians Topographia Germaniae, 1646

Im Jahr 1629 überlieferte das Gericht zu Hülchrath, wo die niederrheinischen Hexen gerichtet wurden, von 13 arme Frauen dem Feuertode. 
Auch während des Dreißigjährigen Krieges wurde Hülchrath im Hessenkrieg belagert. Nach fünftägigem Beschuss konnten hessisch-weimarische Truppen Ort und Schloss 1642 einnehmen, wurden aber nur kurze Zeit später von kaiserlichen und bayerischen Soldaten vertrieben. Im Französisch-Niederländischen Krieg ereilte die Schlossanlage am 26. Oktober 1676 das gleiche Schicksal, diesmal waren es Soldaten des Hochstifts Osnabrück, die das Schloss belagerten und einnahmen. 1688 wurden die 80 Jahre zuvor errichteten Befestigungswerke wieder geschleift, nur die Vorburg sowie das Gefängnis im Hochschloss blieben erhalten. Das Schloss wurde zwar weiterhin bewohnt, aber wegen fehlendem Unterhalt folgte ein allmählicher Verfall.

### Das Schloss bis in die heutige Zeit
Als nach dem Frieden von Lunéville 1801 die seit 1798 bestehenden vier linksrheinischen Départements als französisches Staatsgebiet anerkannt waren, wurde 1802 die Säkularisation durchgeführt. In deren Folge verkaufte die französische Regierung 1803 die Schlossanlage für 4929 Francs an den letzten kurkölnischen Amtmann Heinrich Joseph von Pröpper. Seine Nachfahren bewohnten das Schloss noch bis zum Ende des 19. Jahrhunderts, hatten es aber schon 1874 an den Fürsten Alfred zu Salm-Reifferscheidt verkauft. Der veräußerte es 1901 an Heinrich Maas, womit das Schloss erstmals in bürgerliche Hände kam. Nach sechs Jahren wechselte die Anlage erneut den Eigentümer, denn 1907 erwarb es der aus Hannover stammende Freiherr Emo Rudolf von Bennigsen und ließ die Ruine im historistisch-romantisierenden Stil der Neugotik wiederaufbauen. Dabei griff er jedoch nicht auf vorhandene Bausubstanz zurück, sondern ließ die renaissancezeitlichen Partien niederlegen und im nördlichen Teil des Hochschlosses entlang der Ringmauer vollkommen neue Gebäude errichten. Weitere Besitzerwechsel folgten. Zu den zeitweiligen Eigentümern des Schlosses Hülchrath gehörten unter anderem ein Herr Queckenberg sowie in den 1920er Jahren vier Fabrikanten aus Rheydt.
Nachdem die Gebäude 1930 der Landesbauernschaft Rheinland gehört hatten, folgten im Dritten Reich die Nationalsozialisten als Nutzer. Von 1937 an diente die Anlage als kleine NS-Ordensburg, in der unter anderem Mitglieder von Werwolf-Gruppen ausgebildet wurden, die nach der Besetzung des Deutschen Reiches durch die Alliierten Sabotageaktionen durchführen sollten. Von dort wurde zum Beispiel die Ermordung des Aachener Oberbürgermeisters Franz Oppenhoff organisiert. Nach dem Zweiten Weltkrieg dienten die Schlossgebäude ab 1948 als Unterkunft für Kriegsflüchtlinge aus den ehemaligen deutschen Ostgebieten. 1957 kaufte die Mönchengladbacher Familie Wennmacher die Anlage und ließ die Kriegsschäden bis 1959 beheben. Heute wird die Vorburg zu Wohn- und Gewerbezwecken genutzt. Teile der Schlossanlage stehen für private Veranstaltungen wie Hochzeiten oder Firmenveranstaltungen zur Verfügung.

## Baugeschichte und Architektur

### Entwicklung
Burg Hülchrath durchlief in ihrer Geschichte sieben Bauphasen, die – mit einer Ausnahme – alle noch am heutigen Bauzustand ablesbar sind.

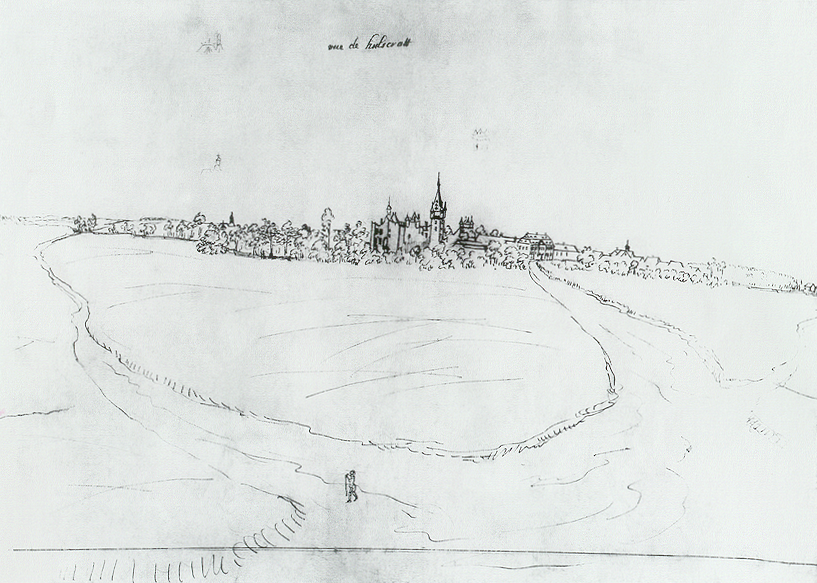
Hülchrath auf einer Zeichnung des wallonischen Künstlers Renier Roidkin

Die Wurzeln der heutigen Anlage liegen in einer hochmittelalterlichen Motte, die große Ähnlichkeit zu Burg Linn aufwies. Der Mottenhügel wurde wahrscheinlich im 13. Jahrhundert mit einer polygonalen Ringmauer mit drei Flankierungstürmen umgeben. Nachdem das Kölner Domkapitel die Anlage im ersten Viertel des 14. Jahrhunderts übernommen hatte, ließ es die Anlage im Stil der Gotik umfassend ausbauen und stark befestigen. Vermutlich wurde zu jener Zeit auch der romanische Bergfried der Motte beseitigt. Zu den Erweiterungen Ende des 14./Anfang des 15. Jahrhunderts gehörten zum Beispiel der neu errichtete Palas an der südlichen Ringmauer sowie eine Erhöhung derselben, die damit ein mantelmauerartiges Aussehen erhielt. Beim Ausbau der Burg erhielt der Torturm die fortifikatorische Funktion des alten, zentralen Hauptturms, weswegen er oft fälschlicherweise als Bergfried bezeichnet wird. Außerdem wurde der Grundstein zur heutigen Vorburg mit ihren Wirtschaftsbauten und ihrem Torturm gelegt. Sie war von der Kernburg durch einen Wassergraben getrennt, der durch eine Zugbrücke überwunden werden konnte, und selbst durch einen vorgelagerten, zweiten Wassergraben gesichert. Südlich des Palas entstand im 15. Jahrhundert zu dessen Sicherung ein Zwinger.
1608 ließ Ferdinand von Bayern im Hochschloss den Bastionsturm östlich des Torturms errichten. Zeitgleich entstand zwischen den beiden Türmen ein neues Eingangstor, während das alte vermauert wurde. Der mittelalterliche Palas erhielt im selben Jahr reichen architektonischen Schmuck in den Formen der Renaissance. All diese Veränderungen geschahen im Rahmen von Arbeiten, die das Hochschloss, die Vorburg sowie die in jener Zeit neu gegründete Siedlung Hülchrath zu einem geschlossenen Verteidigungssystem vereinten.

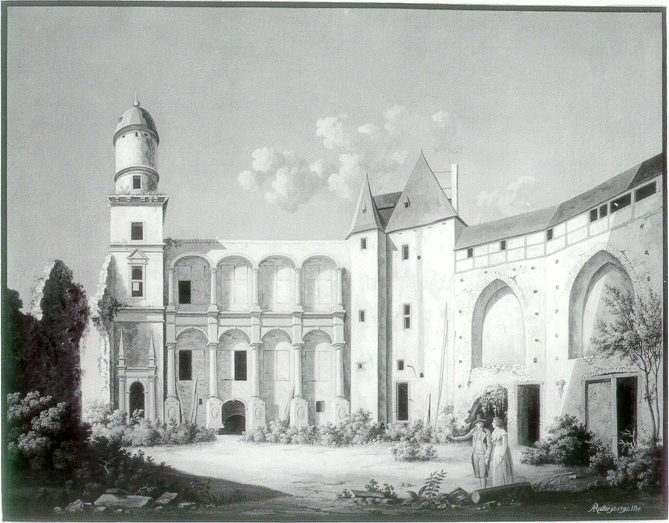
Innenhof des Schlosses auf einem Gemälde F. A. Reuters

In einer fünften Phase wurde die wehrhafte Anlage im 17. Jahrhundert zu einem Schloss im Stil der italienischen Renaissance umgestaltet. Der Stil hatte über die Spanischen Niederlande Einzug ins Rheinland gehalten. Es entstand ein Gebäudeflügel entlang der nordwestlichen Ringmauer, der zum Innenhof zweigeschossige Arkaden besaß. An seinem westlichen Ende stand ein schlanker Turm, der zu astronomischen Beobachtungen gedacht war und Werksteingliederungen an Portal, Fenstern und Gesims besaß. Die renaissancezeitlichen Elemente sind heute alle nicht mehr erhalten, aber waren detailliert auf vier heute verschwundenen Gouache-Gemälden F. A. Reuters aus dem Jahr 1795 dargestellt.
Zur Zeit des Barocks wurden im Vorburgbereich Veränderungen vorgenommen. So entstand an der nordöstlichen Seite ein neuer Torbau samt steinerner Zugangsbrücke. Er lag gemäß dem architektonischen Geschmack der Zeit in einer Flucht mit dem Hochschlosseingang. Der alte gotische Torturm der Vorburg an deren Südende war damit bedeutungslos und wurde aufgegeben. Die siebte und letzte Bauphase bestand aus dem romantisierenden Wiederaufbau des Hochschlosses zu Beginn des 20. Jahrhunderts, bei dem jedoch die mittelalterliche Grundstruktur der Anlage weitgehend erhalten blieb.

### Beschreibung

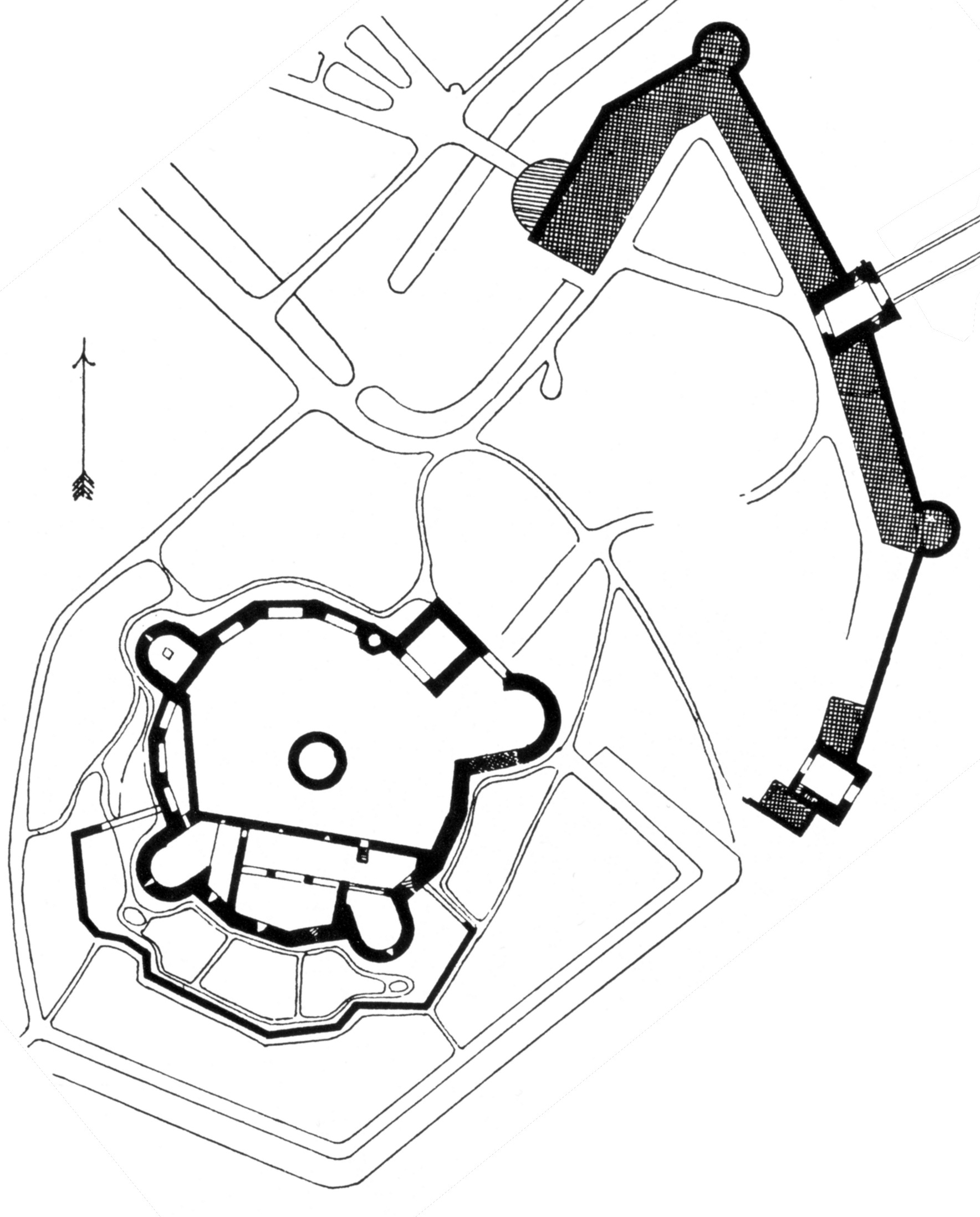
Grundriss des Schlosses von Ludwig Arntz

#### Anlage
Schloss Hülchrath ist eine zweiteilige Anlage, bestehend aus einem Hochschloss und einer nordöstlich vorgelagerten Vorburg. Das Hochschloss hat die Form einer Ringburg, denn die 1,75 Meter dicke Umfassungsmauer wirkt auf den ersten Blick kreisrund, ist in Wirklichkeit aber polygonal. Ihre Form bildet den Grundriss der hochmittelalterlichen Vorgängeranlage ab, und noch heute sind der Mottenhügel sowie die umlaufende Grabensenke im Gelände erkennbar. Die Ringmauer wurde in kurkölnischer Zeit mit Backsteinen erhöht, sodass sich diese neuen Partien vom älteren Unterbau stark unterscheiden. Dieser bestand im untersten Teil aus horizontal geschichtetem Basalt und Liedberger Sandstein mit Ausgleichsschichten aus Tuff. Darüber erhob sich Mauerwerk aus Tuff. In der Umfassungsmauer westlich des Torturms sind noch gut die alten, 0,7 Meter hohen Zinnen der niedrigen Ringmauer zu erkennen. Ihre erhöhte Nachfolgerin besaß als oberen Abschluss einen vorkragenden Wehrgang, der von einem spitzbogigen Konsolfries aus Sandstein getragen wurde. Er ist heute noch gut von außen zu erkennen. Die Ringmauer besaß drei halbrunde Schalentürme als Flankierung. In der Nähe des südöstlichen von ihnen scheint sich früher die Burgkapelle befunden zu haben. Der nordöstliche von ihnen wird Hexenturm genannt und erinnert an eine dunkle Episode der Hülchrather Anlage. Diese erlangte im 17. traurige Berühmtheit durch zahlreiche Hexenprozesse, bei denen die sogenannte Wasserprobe im Schlossgraben durchgeführt wurde. 1629 wurden in Hülchrath 13 Frauen als vermeintliche Hexen auf dem Scheiterhaufen verbrannt. Ein Sprichwort der Bevölkerung aus jener Zeit besagte: „Wer in Hülchrath geht über die Brück, kommt selten oder nie zurück“. Ein weiterer halboffener Turm steht im Nordost-Teil der Ringmauer. Der sogenannte Bastionsturm wurde dort erst im 17. Jahrhundert errichtet.
In der Mitte des von der Ringmauer umschlossenen Areals steht der Stumpf eines alten Rundturms mit einem Durchmesser von 8,5 Metern. Dabei handelt es sich um die wieder aufgemauerten Reste des einstigen Mottenturms. Nicht geklärt ist bisher, ob es sich um einen Bergfried oder einen Wohnturm gehandelt hat. Die Vermutungen von Bauhistorikern gehen jedoch aufgrund der geringen Größe in Richtung eines Bergfrieds. Im Südteil des Schlosshofs findet sich die Ruine des gut 35 Meter langen Palas, bei dessen Errichtung die Ringmauer und die beiden südlichen Schalentürme in den Bau einbezogen wurden. Zahlreiche Balkenlöcher an der Innenseite der Ringmauer weisen auch heute noch auf den unterkellerten Wohnbau hin. In seinem Erdgeschoss lag ein großer zweischiffiger Saal mit Tonnengewölbe, der im Mittelalter als Dürnitz diente.

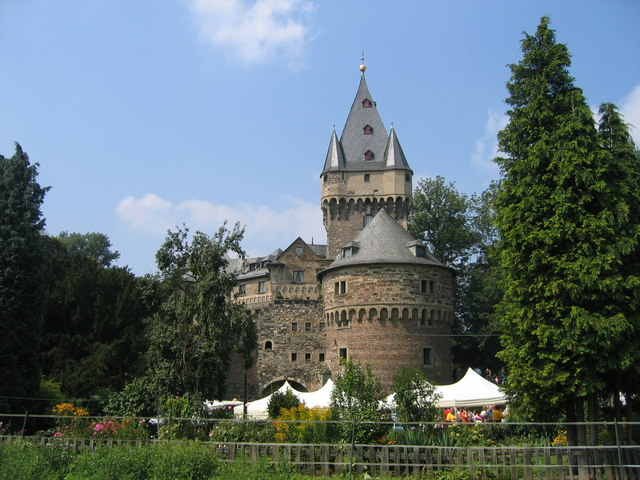
Hochschloss, Ansicht von Osten

Markantester Bauteil des Hochschlosses ist der 64 Meter hohe Torturm an der Nordseite. Der fünfgeschossige Bau war der höchste Turm der Anlage und erfüllte nicht nur eine wehrtechnische, sondern auch eine machtsymbolische Funktion. Der untere Teil seines Mauerwerks besteht mehrheitlich aus Basalt, während die höheren Partien aus Tuff bestehen. Er besitzt ein hohes, schiefergedecktes Pyramidendach, wie es zur Zeit der Gotik typisch war. Das oberste Stockwerk des etwa 8 × 9 Meter messenden Turms besteht aus einem vorkragenden Wehrgangsgeschoss mit vier fünfeckigen Scharwachttürmchen.
An einer hofseitigen Ecke des Torturms steht ein schlanker Treppenturm mit einer hölzernen Wendeltreppe. Die Fenster sind von Werksteinen aus Trachyt gerahmt und bestehen somit aus dem gleichen Material wie das Gewände des rundbogigen Hauptportals.

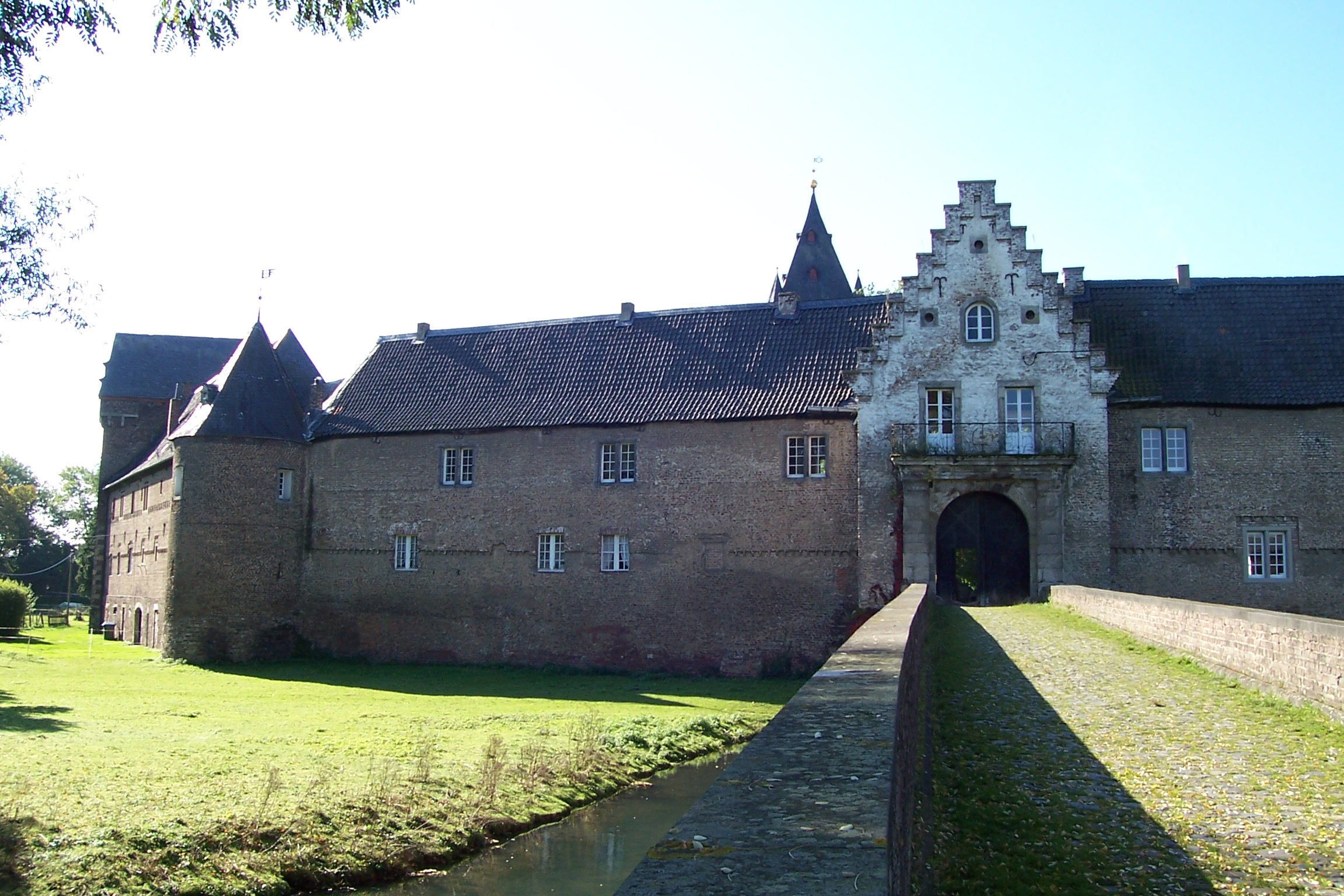
Der südliche Teil der Vorburg samt heutigem Torbau

Das Hochschloss ist mit der Vorburg durch einen brückenartigen Erdwall verbunden. Der ehemalige trennende Wassergraben ist heute trockengelegt aber als tiefe Geländesenke immer noch gut erkennbar. Die zweigeschossige Vorburg ist vom Ort Hülchrath über eine breite neunbogige Backsteinbrücke über den Wassergraben erreichbar. Sie besteht aus drei Flügeln aus Ziegelmauerwerk mit schiefergedeckten Satteldächern, die in ihrer heutigen Erscheinungsform wohl nachmittelalterlich sind. An den Gebäudeecken stehen zwei Rundtürme mit achtseitigen Helmen. Die beiden Geschosse der Vorburgtrakte sind durch einen Klötzchenfries deutlich voneinander abgesetzt. Die Ecktürme sowie die feldseitigen Außenmauern und der einstige Torturm am Südende der Vorburg stammen noch aus dem 14. Jahrhundert. Etwa in der Mitte des Nordost-Flügels befindet sich das heutige Burgtor mit Treppengiebel. Die rundbogige Durchfahrt mit Hausteingewände ist von zwei Pilastern flankiert. Über seinem Architrav findet sich ein Balkon mit schmiedeeisernem Geländer.
Das südliche Ende des Vorburg wird durch den einstigen Torturm aus der Zeit der Gotik gebildet. Seine drei Geschosse erheben sich auf einem etwa 8,5 × 8,5 Meter messendem Grundriss. Hinter dem außenseitigen Spitzbogenportal befand sich früher eine tonnengewölbte Durchfahrt, jedoch ist das Portal heute vermauert. Die noch vorhandene, rahmende Blende zeugt von einem Fallgatter, das früher am Tor eingelassen war. An der Außenseite des obersten Geschosses sind Reste eines Spitzbogenfrieses mit Maschikulis erkennbar. Darüber befand sich ein Wehrgang mit Wurferker. Dieser diente zugleich als Rinne für die Kette des Fallgitters. Bis zum Jahr 1810 besaß das Wehrgangsgeschoss Scharwachttürme an den Ecken, diese wurden aber abgerissen, sodass heute nur noch ihre Konsolsteine erhalten sind. Nachdem der Bau im 19. Jahrhundert als Scheune genutzt wurde, dient er heute als Wohnung.
In der Parkanlage finden sich heute noch Reste des einstigen Grabensystems, die zum Teil teichartig erweitert sind und vom Gillbach gespeist werden, sowie ein wertvoller Baumbestand. Außerdem gibt es dort noch einige Relikte von Laubengängen aus Hainbuchen zu sehen.

#### Wiederverwendete jüdische Grabsteine
Das vorkragende Wehrgangsgeschoss des Torturms ruht auf einem Rundbogenfries, der von Konsolsteinen aus Trachyt getragen wird. Die 40 Konsolen bestehen aus jeweils zwei bis vier Einzelsteinen. Von den insgesamt 115 Konsolsteinen lassen sich 66 durch erkennbare hebräische Inschriften als wiederverwertete jüdische Grabsteine identifizieren. Sie stammen vom alten Kölner Judenfriedhof Judenbüchel, der im Pestjahr 1349 von einem teils aus Köln, teils von andernorts herbeigeströmten Mob verwüstet worden war, im Zuge eines Pogroms, das gegen den Willen des Erzbischofs, jedoch mit Duldung des Stadtrats die jüdische Gemeinde ausgelöscht hatte (siehe: Jüdische Geschichte in Köln – mittelalterliche Pogrome). Die Steine, deren Inschriften alle aus der Zeit vor dem Pogrom datieren, wurden dann vom Erzbischof, dem Schutzherrn der Judengemeinde, gegenüber der Stadt beansprucht, der sie in Hülchrath sowie auf der Landesburg Lechenich (wo allerdings nur zwei Steine klar erkennbar sind) als Bausteine wiederverwenden ließ. Alle Grabsteine sind dabei bearbeitet worden, um Rundungen für die Konsolsteine herzustellen. Auch die Fenster- und Türrahmen aus Trachyt könnten von Grabsteinen stammen, beim Torturm sowie möglicherweise auch bei den halbrunden Türmen. Die insgesamt mindestens 79 bekannten und 50 weiteren potentiellen Steine stellen den größten in situ verbauten Bestand in Deutschland dar. Anders als der über dem Vorburtor der Burg Lechenich vermauerte Grabstein des Mar Jacob sind die Hülchrather Fragmente in großer Höhe und mit bloßem Auge nur schwer erkennbar angebracht. Die zumindest teilweise lesbaren Inschriften sollen vom Salomon Ludwig Steinheim-Institut untersucht und dokumentiert werden.